# Silvina Ocampová

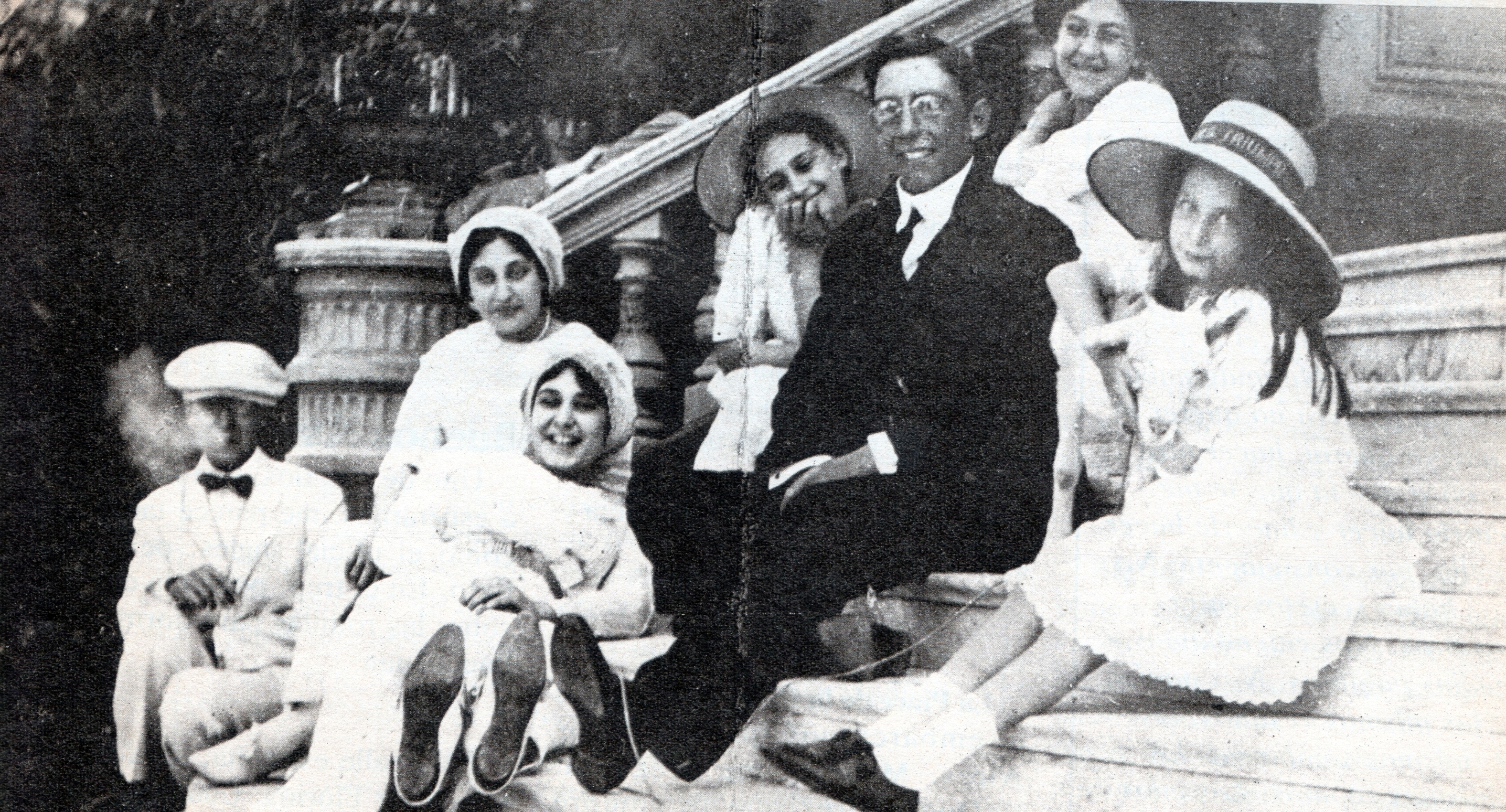
Sestry Ocampovy roku 1908

Silvina Ocampová (28. července 1903, Buenos Aires – 14. prosince 1993, Buenos Aires) byla argentinská spisovatelka. Psala prózu i básně. Její blízký přítel Jorge Luis Borges ji nazval „jedním z největších básníků španělského jazyka, ať už na této straně oceánu nebo na druhé“. V roce 1962 obdržela Národní cenu za poezii. Její prózy lze řadit k magickému realismu. Dlouho byla ve stínu právě Borgese, své sestry Victorie a svého manžela, známého spisovatele Adolfa Bioy Casarese.

## Život
Narodila se v bohaté rodině jako nejmladší ze šesti sester. Sestra Victorie Ocampová se později stala zakladatelkou a redaktorkou prestižního literárního časopisu Sur.
Rodina přišla do Argentiny v polovině 19. století, kořeny měla na Kanárských ostrovech. Byla mimořádně vlivná, prapradědeček José de Ocampo byl guvernérem Cuzca, další praděd José de Ocampo byl jedním z prvních guvernérů po vyhlášení nezávislosti, další pradědeček Manuel José de Ocampo y González kandidoval na prezidenta. Dalším z jejích předků byl Domingo Martinez de Irala, dobyvatel Asunciónu a budoucí guvernér Río de la Plata a Paraguaye. Bratr Ocampovy prapraprababičky, Juan Martín de Pueyrredón, byl nejvyšším ředitelem Spojených provincií Río de la Plata. Dalším vzdáleným příbuzným byl Juan Manuel de Rosas, který byl v jisté chvíli vůdcem celé země.
Dostalo se jí dobrého, soukromého vzdělání, francouzsky a anglicky uměla číst dříve než španělsky. Později z těchto jazyků i překládala, ba dokonce francouzsky někdy i psala. Dům, kde se sestrami vyrůstala, Villa Ocampo, je dnes argentinskou národní kulturní památkou. Štastné dětství bylo narušeno smrtí sestry Clary, po němž se Silvina podle vlastních slov začala stranit lidí. Dětství bylo později jejím velkým inspiračním zdrojem, řada vypravěčů jejích próz byly děti.
V roce 1908 poprvé navštívila Evropu. Později studovala kresbu v Paříži u Giorgia de Chirica a Fernanda Légera. Mezi její přátele tehdy patřil i italský spisovatel Italo Calvino. Po návratu do Buenos Aires pořádala různé výstavy a snažila se etablovat jako malířka. I později, kdy se přeorientovala na literaturu, ilustrovala řadu knih, zejména Borgesových.
Když sestra Victoria v roce 1931 založila časopis Sur, byla Silvina součástí zakladatelského týmu autorů, stejně jako Borges.
V roce 1934 se seznámila se svým budoucím manželem, argentinským spisovatelem Adolfem Bioy Casaresem. Vzali se v roce 1940. Jejich vztah byl složitý, Bioy neskrýval svou častou nevěru. Někteří autoři popsali Ocampovou jako Casaresovu oběť, jiní, jako například Ernesto Montequin, tuto interpretaci odmítli: „Vztah s Bioyem Casaresem ji mohl ubližovat, ale také ji inspiroval,“ komentoval to Montequin. Manželé spolu zůstali až do Silvininy smrti. V roce 1954 se Bioyovi narodila nemanželská dcera Marta. Ocampová ji adoptovala a vychovala jako vlastní. Další Casaresovo nemanželské dítě, Fabián Bioy, později vyhrál soudní spor o právo na část majetku svého otce i Silviny.

## Tvorba
V roce 1936 začala Ocampová literárně tvořit. Nejprve psala povídky. V roce 1937 vydala svou první knihu, sbírku povídek Viaje olvidado. Pak objevila kouzlo poezie, první básnickou sbírku vydala roku 1942. Často spolupracovala s jinými spisovateli. V roce 1946 napsala detektivní román s manželem, s J. R. Wilcockem napsala roku 1956 divadelní hru Los Traidores, spolu s Borgesem a Casaresem dala v roce 1940 dohromady slavnou antologii Antología de la literatura fantástica a v roce 1941 Antología poética Argentina.
V roce 1948 vydala Autobiografía de Irene, povídky, kde vykazuje větší plynulost psaní a objevuje se větší vliv Borgese a Bioye. Přesto kniha neměla v době svého vydání velký dopad. Za její průlomovou knihu je považována sbírka povídek La furia z roku 1959. V 70. letech začala tvořit i literaturu pro děti. Vydání jejích posledních dvou knih, Y así sucesivamente (1987) a Cornelia frente al espejo (1988), se časově shodovalo s nástupem Alzheimerovy choroby. Byla pohřbena v rodinné kryptě na hřbitově Recoleta, kde je pohřben i Bioy Casares. Po její smrti vyšla řada dosud nepublikovaných děl. O jejich vydání a redakci se staral Ernesto Montequin.

## Názory
Za života byla vnímána jako plachá žena. Odmítala rozhovory pro média. Jednou to zdůvodnila tím, že interview je „vítězstvím žurnalistiky nad literaturou“. Bylo to v jednom z mála novinových rozhovorů, který poskytla, a který s ní vedla María Morenová. Ve stejném rozhovoru uvedla „Píšu, protože nerada mluvím.“ Interpretaci svých děl se vždy vyhýbala, ale v tomto rozhovoru si postěžovala: „Žádný kritik se nikdy nezmiňuje o mém humoru“.
Morenová se snažila vyzvědět i to, jaký je postoj Ocampové k feminismu (o němž se hojně diskutuje i po její smrti, feministky se k Ocampové obvykle hlásí). Ocampová odpověděla: „Můj názor je potlesk, ze kterého mě bolí ruce“. Zaskočená Morenová si nebyla jista, jak je to myšleno – zda bolení rukou znamená, že tleská natolik silně, anebo že jí na feminismu něco vadí. Odpověď zněla: „Jděte k čertu.“ Podobně ambivalentní byl patrně i její vztah k Freudově psychoanalýze. Děti v jejích textech jsou často zvrácené a sexuálně aktivní, což vedlo mnoho literárních teoretiků ke spojování Ocampové s freudismem. Podle literárního teoretika José Amícoly je však v několika jejích knihách znatelný též názor, že ve Freudově psychoanalýze chybí ženský pohled.